# 小行星4335
小行星4335（英語：4335 Verona）是一颗围绕太阳公转的小行星。1983年11月1日，Cavriana在卡夫里亚纳发现了此天体。
这颗小行星的绝对星等为324.70170等。